# Xenotettix
Xenotettix is een geslacht van rechtvleugeligen uit de familie veldsprinkhanen (Acrididae). De wetenschappelijke naam van dit geslacht is voor het eerst geldig gepubliceerd in 1925 door Uvarov.

## Soorten
Het geslacht Xenotettix omvat de volgende soorten:
- Xenotettix albicans Miller, 1932
- Xenotettix armipes Uvarov, 1925